# Dichromodes sphaeriata
Dichromodes sphaeriata là một loài bướm đêm trong họ Geometridae.